# GANTZ:G
『GANTZ:G』は、原作:奥浩哉、脚本:大崎知仁、作画:イイヅカケイタによる日本の漫画作品。『ミラクルジャンプ』（集英社）にて、2015年12月号から2017年3月号まで連載された。
『GANTZ』のスピンオフ作品。原作とは物語は全く関わらないが、登場人物の一人レイカが雑誌の表紙やポスターに登場する。

## あらすじ
第1巻
2005年、主人公・黒名蛍の乗ったバスが修学旅行に向かう途中で事故に遭う。気づいたら廃校にいる生徒たち。そこへ若い男二人組（藤本、我孫子）が「これから星人と戦うハンティングゲームをさせられる」「殺されたら本当に死ぬ」「100点取れば自由になれる」「スーツを着ないと死ぬ」などゲームの説明をするが、ほとんどの生徒は信じない。ガンツが「けだもの星人」をやっつけに行けと表示し、動物園に転送される。二人組の話を信じなかったものたちは全員殺され、半信半疑ながらスーツの入ったケースを持っていって途中で着替えた生徒5名（黒名、宮崎美子、池上季美子、森下愛、梶芽衣子）のみが生き残る。
第2巻
それぞれ日常に戻った生徒たちは次のミッションに備えて藤本と我孫子に訓練してもらう。次のミッションのターゲットははんぎょじん星人で水族館に転送される。
第3巻
転送直後に藤本が殺される。はんぎょじん星人は1体だが卵を産んで巨大な虫のような怪物を大量に生み、本体もZガンの攻撃も効かない強敵であり、我孫子も殺される。黒名は自分がはんぎょじん星人を捕まえている間に自分ごとXガンで射撃するように皆に提案し、生き残った者たちの総攻撃でなんとか撃破する。はんぎょじん星人の得点は100点であり、池上が100点メニューで内木を再生させる。生き残った生徒たちはそれぞれ日常に戻り、次のミッションに備えて訓練を行う。再びガンツに呼び出されたところで、藤本と我孫子がやっていたように初参加者にゲームの説明をするところで物語は幕を閉じる。

## 登場人物
黒名 蛍（くろな けい）
あだ名「くろな」
主人公。幼馴染の内木に片思いしている。陸上部に所属しており運動神経が良い。
宮崎 美子（みやざき よしこ）
あだ名「メガネ」
漫画家志望。愛称は「よっちゃん」。非常に臆病で戦闘には不向きな性格だがXガンおよびXショットガンの射撃の才能がある。
池上 季美子（いけがみ きみこ）
あだ名「学級委員」
バスケ部の主将で学級委員をしている。モデルの仕事もしているが、レイカに嫉妬から乳だけの女と陰口を叩いている。対抗心が強く我孫子に才能を見初められた黒名に敵意を向ける事も。はんぎょじん星人のとどめを刺したことで100点を獲得し、内木を再生させる。
森下 愛（もりした ？）
あだ名「地下アイドル」
地下アイドルをやっているが売れておらず、ファンの一人にストーカーされている。下の名前の読みが「あい」か「めぐみ」かは不明。
梶 芽衣子（かじ めいこ）
あだ名「ビリギャル」
家庭内暴力を振るう父親をガンツスーツの力で窓から突き落とし、トラックに轢かれさせ事故死させる。
内木（ないき）
黒名と宮崎の幼馴染の男子生徒。内向的な性格だが、ピンチに陥っても諦めないよう仲間を叱咤激励する勇気がある。スーツを着用したが、けだもの星人との戦いで殺される。
我孫子（あびこ）
あだ名「あびこ」
3回クリアしている実力者の男性。そのうち1回のクリア特典で藤本を再生している。より強力な武器であるZガンを獲得しているが、けだもの星人のミッションでは事情があったらしく未所持。はんぎょじん星人との戦いではZガンで潰すものの、液体に変化するだけでダメージが与えられず、殺される。
藤本（ふじもと）
あだ名「ふじもと」
2回クリアしている実力者の男性。そのうち1回のクリア特典で我孫子を再生している。我孫子と同じくZガンを獲得しているが、けだもの星人のミッションでは未所持。はんぎょじん星人のミッションでは転送直後に殺される。
松本（まつもと）
黒名たちと同じクラスの男子生徒。クラス内ではアイドル的存在。けだもの星人編で、スーツを着用していないにもかかわらず、星人を桜井とともに次々に撃破し、生徒たちを助ける。しかしサイのような星人に角でさされ死亡する。
桜井（さくらい）
黒名たちと同じクラスの男子生徒。クラス内ではアイドル的存在。けだもの星人編で、スーツを着用していないにもかかわらず、星人を松本とともに次々に撃破し、生徒たちを助ける。しかしサイのような星人に踏み潰されて死亡する。
引率の教師
黒名たちのクラスの教師。エリア外に出て死亡する。
バス運転手
黒名たちの乗るバスの運転手。修学旅行先に向かう途中、謎の死を遂げ、黒名たちの死亡の原因をつくる。エリア外に出て死亡する。
バスガイド
黒名たちの乗るバスのバスガイド。エリア外に出て死亡する。

## 書誌情報
- 奥浩哉（原作）・イイヅカケイタ（作画）『GANTZ:G』 集英社〈ヤングジャンプ・コミックス〉、全3巻
  1. 2016年9月21日発行（9月16日発売[1]）、ISBN 978-4-08-890395-8
  2. 2016年10月24日発行（10月19日発売[2]）、ISBN 978-4-08-890513-6
  3. 2017年3月22日発行（3月17日発売[3]）、ISBN 978-4-08-890609-6